# フランクリン郡 (フロリダ州)
フランクリン郡（フランクリンぐん、英: Franklin County）は、アメリカ合衆国フロリダ州の北、パンハンドル部のメキシコ湾沿いに位置する郡である。林業や漁業の行われる大規模な保護地や河川が幾つかある。近年は観光や引退地として人気が出ており、州立公園や島々もある。2010年国勢調査での人口は11,549人であり、2000年の11,057人から4.4%増加した。郡庁所在地はアパラチコラ市（人口2,231人）である。他に国勢調査指定地域のイーストポイント（人口2,337人）もアパラチコラ市に匹敵する人口がある。

## 歴史
フランクリン郡の海岸線一帯は約12,000年前から先住民族が住んでいた。海産物が豊富なことで海岸での生活は住みやすかった。彼らは海岸では得られない土器などをタラハシーのインディアンと交易していた。キャラベルで発見された土器の様式はキャラベル期土器と名付けられている。粘土で土器を作り、湿り気のある間に小枝を取ってきて、その先端を何度も土器に押し付け、土器表面を小さな刻み目で覆った。その後浅い溝に置き、小枝で覆い、火を点けた。これで装飾があり耐水性のある土器ができた。
フランクリン郡で2番目に大きな町はキャラベルであり、キャラベル川沿いにアパラチコラから25マイル (40 km) 東にある。
. 
第二次世界大戦中、フランクリン郡領域の大半はアメリカ軍がジャングルでの訓練に利用した。海岸や島は水陸両用訓練に理想的だった。戦争が終わり軍隊が去ると、残された士官用宿舎を使ってラナークビレッジが設立された。

## 地理

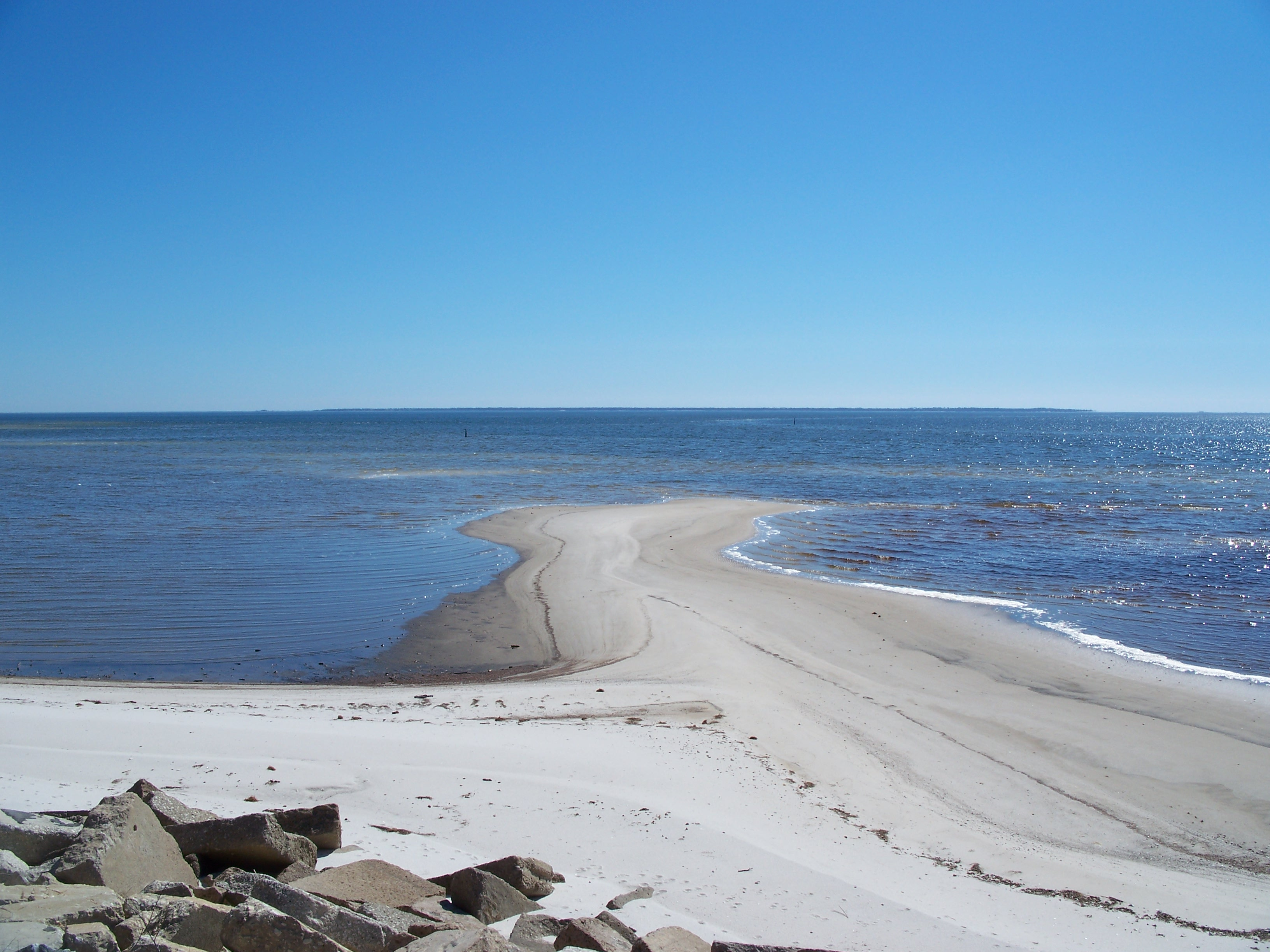
アメリカ国道98号線からカリブ海を望む

アメリカ合衆国国勢調査局に拠れば、郡域全面積は1,037.48平方マイル (2,687.1 km2)であり、このうち陸地544.34平方マイル (1,409.8 km2)、水域は493.14平方マイル (1,277.2 km2)で水域率は47.53%である。
>
郡内にはテイズヘル州有林の一部がある。ボールドポイント州立公園も近い。河川ではキャラベル川と、その支流のニュー川、クルックト川があり、渓流下りが楽しめる。最東部の先端はオクロッコニー川である。

### 隣接する郡
- リバティ郡 - 北
- ワクラ郡 - 北東
- ガルフ郡 - 西

### 国立保護地域
- アパラチコラ国立の森（部分）
- セントビンセント国立野生生物保護区（部分）

### バリア諸島
- ケイプセントジョージ島
- ドッグ島
- セントジョージ島
- セントビンセント島

### 歴史的な場所
- クルックト川灯台
- ガズデン砦

## 人口動態
以下は2000年の国勢調査による人口統計データである。
| 基礎データ - 人口: 11,057人 - 世帯数: 4,096 世帯 - 家族数: 2,727 家族 - 人口密度: 8人/km2（20人/mi2） - 住居数: 7,180軒 - 住居密度: 5軒/km2（13軒/mi2） 人種別人口構成 - 白人: 81.24% - アフリカン・アメリカン: 16.32% - ネイティブ・アメリカン: 0.45% - アジア人: 0.20% - 太平洋諸島系: 0.02% - その他の人種: 0.43% - 混血: 1.34% - ヒスパニック・ラテン系: 2.42% | 年齢別人口構成 - 18歳未満: 18.0% - 18-24歳: 7.6% - 25-44歳: 30.8% - 45-64歳: 27.8% - 65歳以上: 15.7% - 年齢の中央値: 41歳 - 性比（女性100人あたり男性の人口） - 総人口: 129.6 - 18歳以上: 135.7 世帯と家族（対世帯数） - 18歳未満の子供がいる: 24.8% - 結婚・同居している夫婦: 52.5% - 未婚・離婚・死別女性が世帯主: 9.8% - 非家族世帯: 33.4% - 単身世帯: 28.7% - 65歳以上の老人1人暮らし: 11.8% - 平均構成人数 - 世帯: 2.28人 - 家族: 2.77人 | 収入と家計 - 収入の中央値 - 世帯: 26,756米ドル - 家族: 31,157米ドル - 性別 - 男性: 25,101米ドル - 女性: 20,494米ドル - 人口1人あたり収入: 16,140米ドル - 貧困線以下 - 対人口: 17.7% - 対家族数: 11.8% - 18歳未満: 23.2% - 65歳以上: 13.9% |

## 都市と町

### 法人化自治体
- アパラチコラ市 - 郡庁所在地
- キャラベル市

### 未編入の町
- アリゲーターポイント
- ボールドポイント
- イーストポイント
- ラナークビレッジ
- セントテレサ

## 政治
フロリダ・パハンドル部にある他郡と同様にフランクリン郡は、アメリカ合衆国大統領選挙や同下院議員選挙、州全体の選挙では共和党に投票しているが、地元の選挙では保守派民主党を支持する傾向にある。アメリカ合衆国下院ではフロリダ州第2選挙区に属し、共和党員を送り出している。ふん選挙管理ウエブサイトに拠れば、登録有権者は圧倒的に民主党が多い。
| 年     | 共和党 | 民主党 | その他 |
| ------ | ------ | ------ | ------ |
| 2008年 | 63.1%  | 35.3%  | 1.6%   |
| 2004年 | 58.5%  | 40.5%  | 1.0%   |
| 2000年 | 52.8%  | 44.1%  | 3.1%   |
| 1996年 | 34.2%  | 45.9%  | 19.9%  |
| 1992年 | 38.0%  | 35.0%  | 27.0%  |
| 1988年 | 58.5%  | 39.2%  | 2.3%   |

## 教育
郡内に公共教育はフランクリン郡教育学区が管轄している。幼稚園生から12年生のすべての児童生徒はイーストポイントのフランクリン郡学校に通っている。アパラチコラベイ・チャータースクールやその他の私立学校に通う者もいる。

### 政府関連
- Franklin County Board of County Commissioners
- Franklin County Clerk of Court
- Franklin County Supervisor of Elections
- Franklin County Property Appraiser
- Franklin County Sheriff's Office
- Franklin County Tax Collector

### 特殊地区
- Franklin County Schools
- Northwest Florida Water Management District

### 司法関連
- Franklin County Clerk of Courts
- Public Defender, 2nd Judicial Circuit of Florida serving  Franklin, Gadsden, Jefferson, Leon, Liberty, and Wakulla counties
- Office of the State Attorney, 2nd Judicial Circuit of Florida
- Circuit and County Court for the 2nd Judicial Circuit of Florida

### 観光
- Apalachicola Bay Chamber of Commerce
- Franklin County Tourist Development Council
- Carrabelle Area Chamber of Commerce
- St. George Island Visitor Center & Lighthouse Museum

座標: 北緯29度48分 西経84度49分 / 北緯29.80度 西経84.82度